# ピンゲラップ環礁
ピンゲラップ環礁（ピンゲラップかんしょう、Pingelap atoll）はミクロネシア連邦のポンペイ州に属する太平洋の環礁で、ピンゲラップ（Pingelap）島、スコル（Sukoru）島、ダエカエ（Daekae）島の3島で構成されている。これらの島は暗礁でつながり、中央の礁湖を取り囲んでいる。人が居住しているのはピンゲラップ島のみである。環礁全体の満潮時における陸地面積は1.8平方キロメートル (445エーカー)、幅は最も広いところで4.0キロメートル (2.5 mi)である。環礁にはピンゲラップ語という独自の言語があり、住民の大半約250人がこの言語を話している。

## 歴史

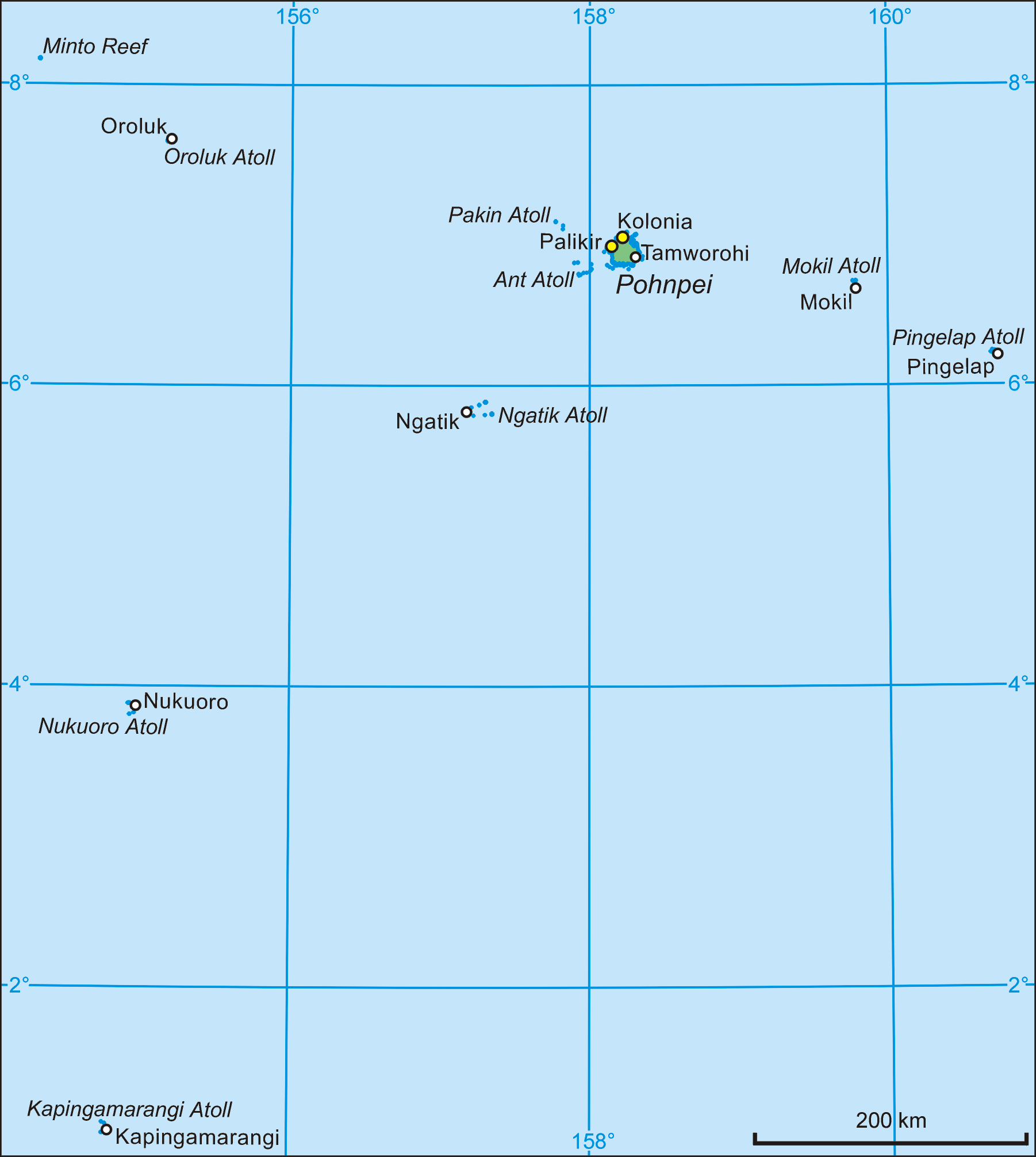
ポンペイ地域の地図。ピンゲラップは地図の東端にある。

この島々を最初に調べたヨーロッパ人はシュガーケーン号のトーマス・マスグレイブ（Thomas Musgrave）船長であった。そして1809年、レディー・バーロウ号のマッカスキル（MacAskill）船長が再訪した。位置の測定に誤りがあったため、19世紀の地図にはカスティーヌ諸島内のマスグレイブ諸島とマッカスキル諸島として別々に命名されていた。
元来、ナムワーキ（Nanmwarki）と呼ばれる最高司令官が環礁を支配していた。この称号は特定の土地所有権を所有者に与えた世襲の称号である。第一次世界大戦が始まった後、1914年10月に日本がこの環礁を占領した。日本が統治している間、称号の名称は「島長官」（Island Magistrate）に変更されたが、世襲の制度はそのまま維持された。
日本は太平洋戦争における戦闘行為中、ピンゲラップ島南部を補給基地として利用した。島に日本軍が駐留したことにより淋病、結核、赤痢などのさまざまな感染症が発生し、人口は戦前レベルの約1000人から約800人へと減少した。また出生率も大幅に低下した。
1945年アメリカ海軍が来て、伝統的な体制と併存する形で民主的なしくみがもたらされたが、伝統的なものは徐々になくされていった。
ピンゲラップ人の子供全般に初等教育が提供され、戦争中に広まった病気を根絶するための限定された医療制度が設立された。
1960年代、平和部隊とアメリカ空軍が本島に駐留し、島の北東部にミサイル監視所が建設された。また本島の礁湖に突き出る形で桟橋が建設され、1978年の始めには離着陸場として稼働を始めた 。滑走路は1982年に完成し、現在はカロリン諸島航空が環礁より1日2、3往復の便を運行している。

## 気候
熱帯気候であり、年間を通して気温は高い。また降水量も年間を通して多い。

## 色覚異常
住民にはかなりの割合で1色覚がみられる。これは網膜に機能する錐体細胞が全く存在せず桿体細胞しかないことで起きる潜性の遺伝子疾患で、まったく色覚を持たない症状を引き起こす。この島においてこの症状は「maskun」（ピンゲラップ語で「見えない」を意味する）として知られている。
1色覚は通常滅多にみられない症状である。この島にこれだけ広まっている理由は、1775年に島全体を襲った壊滅的な台風によるボトルネック効果にまでさかのぼる。この災害で生き残ったのはたったの20人だった。生存者の一人ナムワーキ・ムワネニースド（Nanmwarki Mwanenihsed、当時の統治者）が大元となる遺伝的条件の保有者であったと現在では考えられているが、色覚異常が発現したのは台風の後4世代後になってからであった。その時には2.70%のピンゲラップ人が罹患していた。色覚異常は常染色体潜性の疾患であるため、ナムワーキ・ムワネニースドの子孫間で近親交配が進んだことにより潜性対立遺伝子の頻度が上昇したと考えられている。創始者効果と近親交配のため、6世代後までに発症率は4.92%に上昇した。現在、島内の色覚異常者の先祖をたどるとすべてナムワーキ・ムワネニースドにいきつく。
この環礁は今日でも遺伝学者の関心を集めている。それは、遺伝子プールが小さく人口が急増しているからである。今や有病率は人口のほぼ10%に、無症候性キャリアの割合は30%以上に達している。これに比べアメリカ合衆国での有病率は33,000人に1人（0.003%）しかない。神経学者オリバー・サックスは1997年の著書の色のない島へ: 脳神経科医のミクロネシア探訪記でこの島について触れている。